# Nuez de Ebro
Nuez de Ebro – gmina w Hiszpanii, w prowincji Saragossa, w Aragonii, o powierzchni 8,21 km². W 2011 roku gmina liczyła 843 mieszkańców.